# Montes Taita
Los Montes o Colinas Taita, a veces también deletreados como Montes Teita, son una cadena montañosa precámbrica, en el suroeste del país africano de Kenia en el condado de Taita-Taveta. Las colinas constan de tres partes, a saber: Dabida, los macizos de Sagalla en el lado sur del municipio y Voi Kasigau en el sur cerca de la frontera con Tanzania. El macizo Dawida es el más grande y el más alto de los tres, con una altitud de 2.228 metros sobre el nivel del mar en su pico más alto, Vuria. Dabida tiene tres picos principales: Iyale, Wesu, y Susu.